# Christopher A. Sims
Christopher Albert Sims (Washington, 1942. október 21. –) amerikai közgazdász és gazdaságelemző, jelenleg a Princetoni Egyetem professzora. 2011-ben Thomas J. Sargenttel közösen a közgazdasági Nobel-emlékdíjjal tüntették ki, az indoklás szerint „a makrogazdasági folyamatokban az okok és hatások különválasztásáról szóló empirikus kutatásaikért”.
1963-ban magna cum laude végzett matematika szakon a Harvard Egyetemen, és 1968-ban ugyancsak a Harvardon szerezte meg doktori fokozatát közgazdasági szakon. Ezt követően a Harvardon, a University of Minnesota-n, a Yale Egyetemen és 1999 óta a Princetoni Egyetemen tanított. 1974 óta az Amerikai Ökonometriai Társaság (Econometric Society ) tagja, 1988-ban az Amerikai Művészeti és Tudományos Akadémia tagjának választották. 1995-ben az Ökonometriai Társaság elnöke volt.
Fő kutatási területei a ökonometria és a makroökonómiai elmélet és gyakorlat. Az empirikus makroökonómia területén a vektor-autoregresszió (VAR) alkalmazását javasolta, segítségével lehetővé tette a fundamentális gazdasági sokkok identifikációját egy egyszerűen becsülhető és értelmezhető fogalomkeretben.

## Fordítás
- Ez a szócikk részben vagy egészben  a   Christopher A. Sims című angol Wikipédia-szócikk fordításán alapul.  Az eredeti cikk szerkesztőit annak laptörténete sorolja fel. Ez a jelzés csupán a megfogalmazás eredetét és a szerzői jogokat jelzi, nem szolgál a cikkben szereplő információk forrásmegjelöléseként.